# Systellommatophora

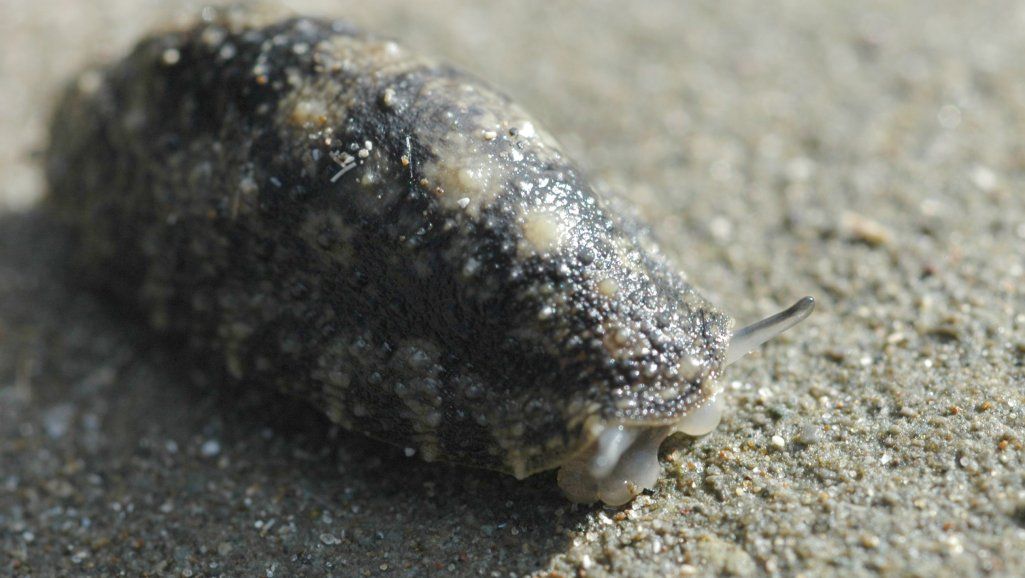
Lesma marinha do género Onchidella (Onchidioidea).

Systellommatophora (sinónimo taxonómico de Gymnomorpha) é um clado de lesmas primitivas de respiração aérea, incluídas pela classificação de Bouchet & Rocroi (versão de 2005) no clado Euthyneura, agrupamento que dados posteriores demonstram não ser monofilético.

## Descrição
Este agrupamento taxonómico de gastrópodes pulmonados do grupo Heterobranchia inclui animais marinhos e terrestres, agrupados em duas superfamílias (Onchidioidea e Veronicelloidea).
As lesmas incluídas na superfamília Onchidioidea são na sua grande maioria marinhas (as excepções conhecidas são apenas 5 famílias terrestres ou de água doce), enquanto as lemas da superfamília Veronicelloidea são essencialmente terrestres.
Nenhuma das espécies conhecidas deste agrupamento apresenta concha na fase adulta. Este grupo de lesmas apresenta como sinapomorfia distintiva a localização do ânus na parte posterior do corpo.
Apesar de nenhuma das superfamílias apresentar concha na fase adulta, as lesmas do gruppo Onchidioidea apresentam um saco de concha vestigial, não mineralizado resultante das suas larvas apresentarem protoconcha (concha larvar). It is not known whether or not the veronicellids bear a larval shell.

## Taxonomia
Em sistemas de classificação mais antigos, entre os quais a taxonomia dos Gastropoda de Ponder & Lindberg (de 1997), o agrupamento taxonómico Systellommatophora era considerado como uma subordem ou uma ordem.
As seguintes superfamílias e famílias foram reconhecidas na taxonomia de Bouchet & Rocroi (2005):
- Superfamília Onchidioidea Rafinesque, 1815
  - Família Onchidiidae Rafinesque, 1815
- Superfamília Veronicelloidea Gray, 1840
  - Família Veronicellidae Gray, 1840
  - Família Rathouisiidae Heude, 1885

## Referências

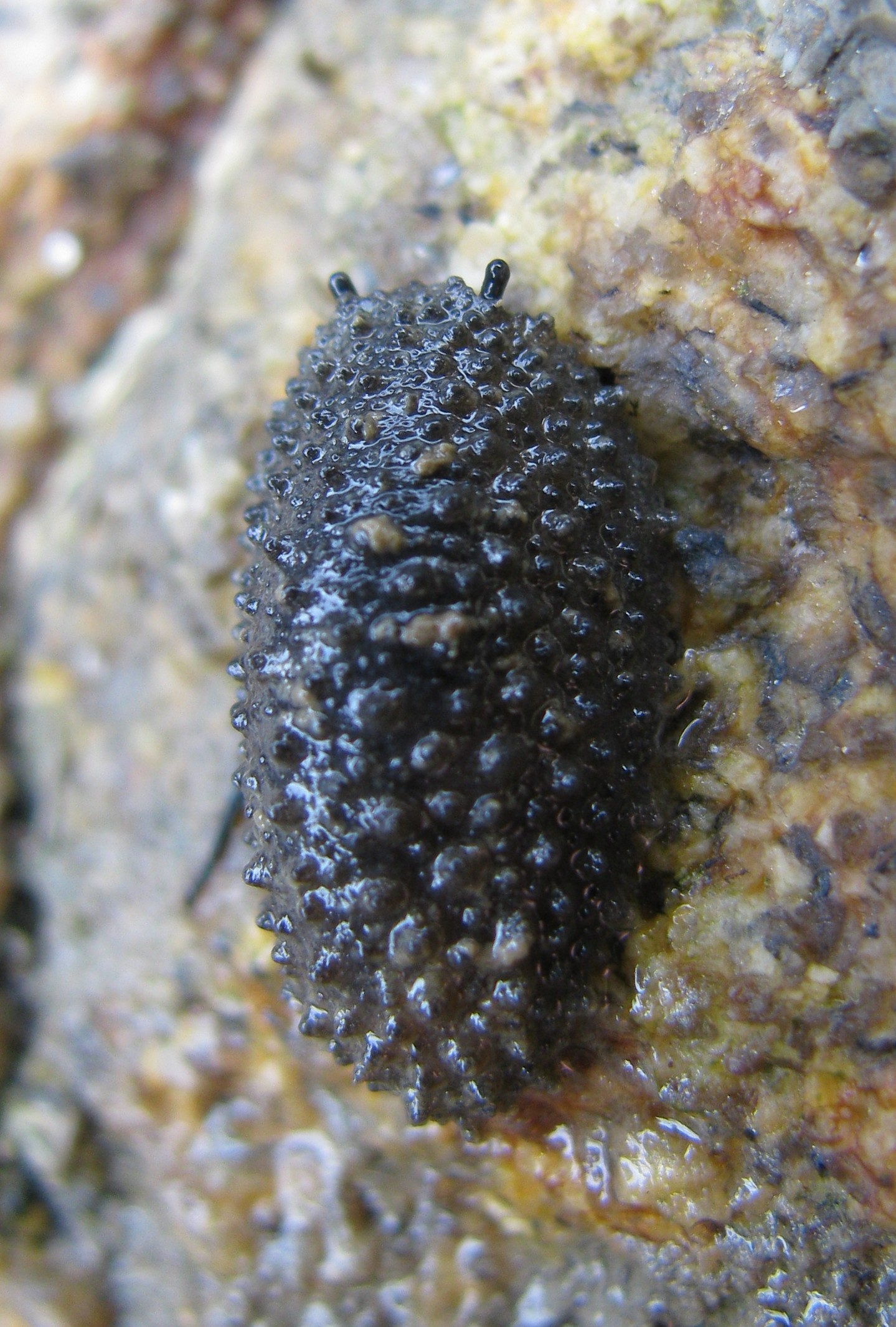
Onchidella celtica (Onchidiidae)
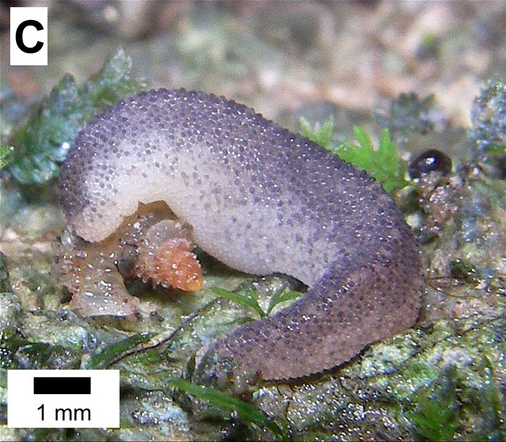
Atopos sp. (Veronicellidae)
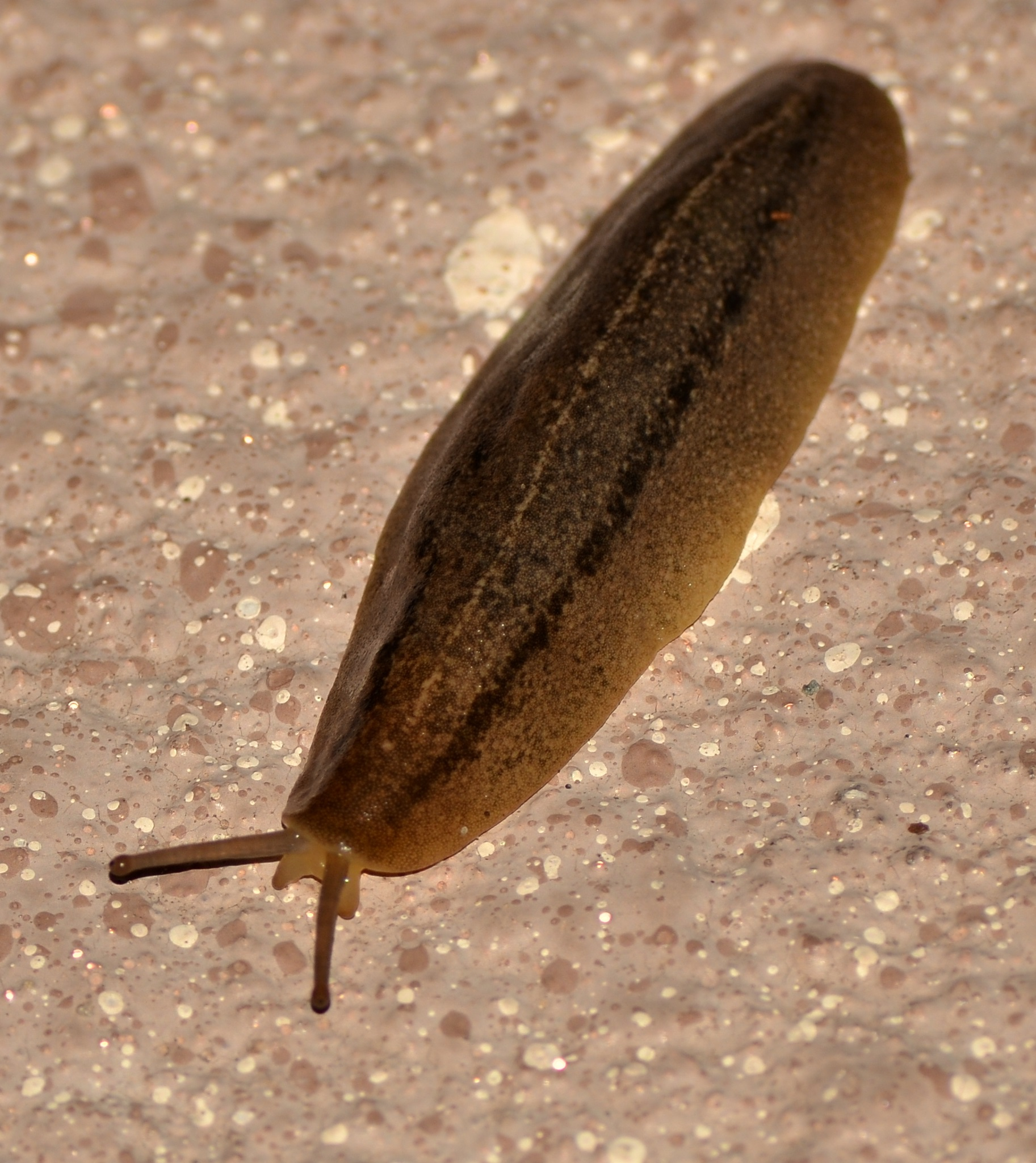
Leidyula floridana (Rathouisiidae)